# Serotonine
Serotonine is een neurotransmitter met een overwegend stimulerende werking. Het is een tryptamine die invloed heeft op het geheugen, stemming, zelfvertrouwen, slaap, emotie, orgasme en eetlust. Het speelt ook een rol bij de verwerking van pijnprikkels. Serotonine wordt afgegeven door serotonerge neuronen in de hersenen die naar verschillende onderdelen lopen, waaronder de prefrontale cortex (PFC). Dit gebied speelt een belangrijke rol bij onder andere verslaving en agressie. De cellichamen van de serotonerge neuronen liggen in en/of vlak bij de nuclei raphes en medulla oblongata. Serotonine werkt als regulator van het dopamine-systeem.
Serotonine is ook aanwezig in bloedplaatjes in de bloedbaan. Als serotonine wordt vrijgegeven uit de bloedplaatjes kan dit vasoconstrictie van het bloedvat teweegbrengen. Dit is een lokaal effect. Serotonine wordt vrijgegeven bij beschadiging aan een bloedvat.  Serotonine wordt verder overvloedig aangetroffen in het maagdarmkanaal (ongeveer 90%).

## Biochemie
Serotonine, of 5-hydroxytryptamine (5-HT) is een monoamine dat gesynthetiseerd wordt door het lichaam. Hierbij wordt het essentieel aminozuur tryptofaan met behulp van diverse enzymen tot serotonine omgezet. De eerste stap is de omzetting van tryptofaan in 5-hydroxytryptofaan door het enzym tryptofaanhydroxylase. Daarna wordt er een koolstofdioxide afgesplitst en ontstaat 5-hydroxytryptamine. Serotonine kan niet door de bloed-hersenbarrière en wordt in de hersenen gemaakt. Voor deze synthese van serotonine is het volledig afhankelijk van de aanvoer van tryptofaan en 5-HTP. Tryptofaan komt onder andere voor in kikkererwten, melk, bananen en chocolade. Serotonine wordt vervolgens weer afgebroken door middel van de enzymen monoamino-oxidase en aldehydedehydrogenase tot 5-hydroxyindolzuur.

## Neurotransmissie
Serotonine in zijn actieve vorm wordt opgeslagen in vesikels (blaasjes) in de presynaptische eindiging, en kan losgelaten worden in de synaps. Daar diffundeert het naar de postsynaptische eindiging en bindt aan receptoren. De activiteit van serotonine wordt beëindigd door het opnemen van de moleculen uit de synaps door de monoaminetransporter en door afbraak van serotonine door monoamino-oxidase (MAO) en catechol-o-methyltransferase (COMT).

## Centraal zenuwstelsel
Serotonine bevindt zich in het centraal zenuwstelsel in het soma van de serotoninerge zenuwcellen in de nuclei raphes, waarvan de axonen uitlopen naar alle delen van de hersenen, deze zenuwcellen beïnvloeden direct of indirect bijna alle hersenfuncties. De belangrijkste functies van serotonine in de hersenen zijn onder meer controle of beïnvloeding van waarneming, slaap, temperatuurregeling, pijnperceptie en pijnverwerking, eetlust, seksueel gedrag en hormoonafscheiding.
Serotonine werkt als neurotransmitter in de synaptische kloof, maar wordt ook diffuus verspreid via vrije zenuwuiteinden en werkt dan als een neuromodulator.

### Stemming
Een van de meest bekende effecten van serotonine op het centrale zenuwstelsel is het effect op de stemming. Het geeft een gevoel van sereniteit, innerlijke rust en tevredenheid. Het onderdrukt een hele reeks verschillende emoties, in het bijzonder gevoelens van angst, agressie, verdriet en het gevoel van honger. De gangbare theorie is dat depressieve stemmingen neurochemisch gezien vaak kunnen worden toegeschreven aan een tekort aan serotonine of zijn voorloper, het aminozuur tryptofaan. Deze opvatting wordt bestreden door onder andere de Amerikaanse psychiater Ronald Pies en in Nederland door de psychologe Trudy Dehue. Een overdosis van bijvoorbeeld de antidepressiva selectieve serotonine-heropnameremmers of een verkeerde combinatie van meerdere geneesmiddelen kan leiden tot ernstige lichamelijke klachten, die eventueel fataal kunnen zijn, zoals hallucinaties (serotoninesyndroom).
Door bepaalde gebieden van de hersenschors te stimuleren, die verantwoordelijk zijn voor emotionele regulatie, leidt serotonine in wezen tot een remming van impulsiviteit en agressief gedrag. Omgekeerd leiden lage serotoninespiegels tot verhoogde impulsiviteit en agressiviteit.  Een activering van 5-HT 2A-receptoren is verantwoordelijk voor de euforische en hallucinogene effecten van serotonine-agonisten zoals te zien bij gebruik van LSD.
Naast dopamine, oxytocine en endorfine wordt serotonine in de volksmond het 'gelukshormoon' genoemd vanwege de effecten op de stemming. Consumptie van voedingsmiddelen die rijk zijn aan tryptofaan, zoals chocolade of bananen, leidt tot een stemmingsbevorderend effect vanwege de tryptofaan die ze bevatten. Tryptofaan kan, in tegenstelling tot serotonine, de bloed-hersenbarrière passeren. Daarnaast zorgen de ingenomen koolhydraten ook voor een verhoogde productie en afgifte van neurotransmitters in de hersenen, waaronder serotonine, wat leidt tot dit ontspannend effect.

### Slaap-waakritme
Serotonine bevordert ook de waaktoestand. De serotonine-bevattende neuronen van de raphekernen zijn verbonden met de nucleus suprachiasmaticus van de hypothalamus, die verantwoordelijk zijn voor het bioritme. Deze neuronen zijn actief tijdens de waaktoestand, verminderen hun activiteiten tijdens de diepe slaap en houden vrijwel op tijdens de remslaap. Tegelijkertijd regelt de nucleus suprachiasmaticus onder andere de productie en afgifte van het hormoon melatonine uit de pijnappelklier. Melatonine is betrokken bij de timing van de slaap.

### Eetlust
Serotonine is een neurotransmitter waarvan de afgifte in de hersenen indirect verband houdt met voedsel dat we eten. Een factor is de concentratie van tryptofaan in het bloedplasma. En koolhydraat- en eiwitrijke voeding leiden tot een verhoogde opname van tryptofaan in de hersenen via de afgifte van insuline, wat dan weer gepaard gaat met een verhoogde serotoninesynthese.
Serotonine wordt in het bijzonder geassocieerd met een eetlustremmend effect. Bij mensen met obesitas is het tryptofaangehalte in het bloedplasma en de serotoninespiegel in de hersenen verlaagd. Medicijnen zoals de selectieve serotonineheropnameremmers, die de serotonineconcentratie in de hersenen verhogen, leiden tot verlies van eetlust als bijwerking. Een selectieve activering van specifieke serotoninereceptoren die hoofdzakelijk de afgifte regelen van serotonine, leidt tot verminderd vrijkomen van serotonine en tot een toename van de eetlust.

### Pijn
Serotonine dat vrijkomt uit beschadigde zenuwcellen, is een directe activator van een pijnprikkel. Van groter belang is het effect van serotonine bij het verzwakken van pijnprikkels vanuit de hersenstam via het afdalende pijnmodulerende systeem in de dorsale hoorn van het ruggenmerg.

### Seksueel gedrag
Serotonine dat vrijkomt in de hypothalamus, op het moment van ejaculatie, heeft voornamelijk een remmend effect op seksueel gedrag en seksuele functies. Serotonine werkt als een antagonist voor dopamine. Geneesmiddelen die, net als de selectieve serotonineheropnameremmers, de serotonineconcentratie in de hersenen verhogen, kunnen, naast een vermindering van seksuele aandrang bij mannen, in het bijzonder leiden tot een verminderde erectie of kan ejaculatie remmen.

### Temperatuurregeling
Serotonine is betrokken bij de regulering van de lichaamstemperatuur in het centrale zenuwstelsel. Afhankelijk van het betrokken hersengebied en de betrokken receptoren leidt serotonine tot een verhoging (hyperthermie) of een verlaging van de lichaamstemperatuur (hypothermie).

## Serotonine en depressie
Bij ziekten als depressie kan een geneesmiddel uit de groep van selectieve serotonineheropnameremmers worden voorgeschreven. Deze zorgen ervoor dat de heropname van serotonine uit de synaptische spleet geremd wordt, waardoor de activiteit van serotonine verlengd wordt. Voorbeelden van deze antidepressiva zijn paroxetine, sertraline, venlafaxine en fluoxetine. De oudere antidepressiva zijn óf heropnameremmers van zowel serotonine als noradrenaline (tricyclische antidepressiva), óf ze remmen het enzym monoamino-oxidase (MAO-remmers). De nieuwere SSRI-middelen blijken niet veel beter te werken dan de oudere, maar de bijwerkingen zijn in het algemeen minder ernstig.

## Serotonine en voortijdig klaarkomen
Ongeveer 30% van de mannen heeft last van voortijdig klaarkomen (voortijdige zaadlozing). Volgens een psychofarmacologische studie uit 2002 is een voortijdige zaadlozing geen psychologische aandoening, maar valt ze terug te voeren op een neurobiologisch fenomeen; als verklaring wordt een verstoring van de signaaloverdracht in de 5-HT2C-receptoren als gevolg van een tekort aan serotonine of serotonine-achtige stoffen in de hersenen aangedragen.
Het gen 5-HTTLPR blijkt verantwoordelijk voor de hoeveelheid en activiteit van serotonine en regelt daarmee de snelheid van de zaadlozing. Het gen komt in drie vormen voor: LL, SL en SS. De LL-vorm veroorzaakt een snellere zaadlozing. Mannen met LL ejaculeren gemiddeld twee keer zo snel als mannen met SS en ook bijna twee keer zo snel als mannen met SL.
SSRI's zijn geneesmiddelen die een tekort aan serotonine zouden aanvullen. Paroxetine kan verslavend werken en is geregistreerd als een antidepressivum en niet als een middel om voortijdig klaarkomen te verhelpen. Bij zowel vrouwen als mannen die dit probleem niet hebben maar wel antidepressiva slikken komt het vaak voor dat ze meer moeite hebben met klaarkomen.

## Drugs
Sommige psychoactieve drugs die de vrijgave van serotonine sterk beïnvloeden zijn entactogene en empathogene middelen zoals MDA, MDMA die de waarneming van eigen emoties en empathie versterken.
Psychedelische drugs zoals LSD, mescaline, psilocybine zijn sterke agonisten van serotonine-receptoren en wekken trance, euforie, tripping en hallucinaties op.